# Chrysocharis gemina
Chrysocharis gemina är en stekelart som beskrevs av Christer Hansson 1987. Chrysocharis gemina ingår i släktet Chrysocharis och familjen finglanssteklar. Inga underarter finns listade i Catalogue of Life.